# Estomatitis Entérica Vesicular
Estomatitis Entérica (Sistema entérico o digestivo) Vesicular o E.E.V. es una patología que afecta a todo ser vivo con sistema digestivo, principalmente a los rumiantes, porcinos y ovinos que son más susceptibles al consumo de aguas contaminadas por COPS (Componentes Orgánicos Persistentes) hallados generalmente próximos a las zonas de gran residencia urbana o a campos de cultivo producto de los pesticidas.
La estomatitis entérica vesicular o nodular suele producir nódulos o vesículas debido a la deformación del ARN por una mala transcripción genética en los niveles bacterianos que afecta la mitosis celular en los célula eucariota. Uno de los factores precedentes son las células cuneiformes (célula cuneiforme, con forma de cunia o cuña descrita por botánicos y biólogos debido al parecido con las células cuneiformes en las plantas y células cuneiformes o piramidales de los huesos cuneiformes) que adoptan esta configuración debido a la asociación de fuerzas de cargas generadas entre los metales pesados que suelen componer los COPS y las cargas de los canales de sodio y potasio. 
En los casos de estomatitis grave, donde se considera la posibilidad de fiebre aftosa previa con los serotipos, A O C, SAT 1/2/3 y Asia1, suele ser más visible la E.E.Vesicular en las tripas, intestino delgado y grueso, así como en la lengua y esófago y más detallada en bovinos y porcinos debido a su alto consumo. Las vesículas suelen estar compuestas principalmente del tejido mayoritario o madre por lo que respetan su color o pueden ser blanquecinas y duras, es un factor de riesgo cuando las mismas poseen serotipos de fiebre aftosa u otros agentes patógenos que pudieran estar en forma aeróbica o anaeróbica en los nódulos o vesículas. El componente secundario son ácidos grasos cerosos u semi solidificados.
Las vesículas o nódulos pueden asemejarse a la hiperplasia nodular. Si bien su precedente son bacterias que afectan células por deposición o transferencia de materiales, o virus al utilizar la maquinaria genética, la condición cuneiforme se produce a través de mieloblastos precursores de granulocitos que son depositados en la bicapa fosfolipídica deformando su estructura nominal (normal).
En la actualidad no hay mucha información sobre la E.E.V. y las células cuneiformes debido a la limitada bibliografía y cantidad de casos